# Pseudomertensia nemorosa
Pseudomertensia nemorosa là loài thực vật có hoa trong họ Mồ hôi. Loài này được (A. DC.) Stewart & Kazmi miêu tả khoa học đầu tiên năm 1970.